# Чемпионская игра НФЛ 1943
Чемпионская игра чемпионата НФЛ 1943 года- это решающий матч по американскому футболу. Матч, в котором играли «Вашингтон Редскинз» и «Чикаго Беарз», прошёл 27 декабря 1943 года. В присутствии 34 320 человек, «Чикаго» победил со счëтом 41:21.

## Офишел
- Рефери: Рональд Гиббс
- Ампайр: Джон Келли
- Хэд лайнсмен: Чарли Берри
- Филд джадж: Эдди Трайон

НФЛ добавит ещё трех судьей в последующие года.

## Ход матча
CHI-Чикаго, WAS-Вашингтон, ЭП-Экстрапоинт
■ Первая четверть:
■ Вторая четверть:
- WAS-1-ярдовый тачдаун+ЭП, Вашингтон повёл 7:0
- CHI-31-ярдовый тачдаун+ЭП, ничья 7:7
- CHI-3-ярдовый тачдаун+ЭП, Чикаго повёл 14:7

■ Третья четверть:
- CHI-36-ярдовый тачдаун+ЭП, Чикаго ведёт 21:7
- CHI-66-ярдовый тачдаун (экстрапоинт не забит), Чикаго ведёт 27:7
- WAS-17-ярдовый тачдаун+ЭП, Чикаго ведёт 27:14

■ Четвëртая четверть:
- CHI-26-ярдовый тачдаун+ЭП, Чикаго ведёт 34:14
- CHI-10-ярдовый тачдаун+ЭП, Чикаго ведёт 41:14
- WAS-25-ярдовый тачдаун+ЭП, Чикаго ведёт 41:21